# Деревная (Дрогичинский район)
Деревна́я (бел. Дзераўная, местный диалект: Дырывная) — деревня в Дрогичинском районе Брестской области. Входит в состав Именинского сельсовета. Деревная находится в 7 километрах к северу от Именина, 18 км к северо-востоку от Антополя, 25 км к северо-западу от Дрогичина и 30 км на юг от Берёзы. Почтовый индекс деревни — 225852
В селе работает восьмилетняя школа, действует сельский дом культуры с кинозалом и сельской библиотекой, есть свой магазин, почта и баня, со школой соседствует медицинский пункт — Деревнянский ФАП. За школой — сельский парк, обсаженный тополями, дубами и рябинами. В центре парка расположено футбольное поле и волейбольная площадка. Также на территории парка находится котельная, которая топит местную школу и сельский клуб в холодное время года.
Ранее Деревная имела свою церковь, которая стояла на небольшом холме в бывшем центре деревни, который до сих пор называют Цвынтаром. Но с приходом советской власти церковь была разрушена бульдозерами, а её останки были сожжены. После этого никто, вплоть до 2012 года, не принялся за восстановление церкви, а сельчане ходили в соседние деревни Детковичи, Зёлово и Субаты на большие церковные праздники.

## История
Точно реконструировать прошлое деревни очень трудно и в некоторых случаях нужно обратиться к косвенным источникам, чтобы больше узнать о прошлом этого населённого пункта. Известно, что в древние времена территория будущего села была заселена племенами дреговичей.
Впервые деревня упоминается как поместье иезуитов в 1623—1773 годах, принадлежавших коллегии иезуитов в Бресте-Литовском. Фундамент поместья был выкуплен у Цывинского, владельца этих мест, Львом Сапегой, канцлером коллегии иезуитов в Бресте. За относительно короткое время, иезуиты, благодаря  привилегиям, стали владельцами 269 крестьянских хозяйств Брестского уезда.
Во время эпидемии 1710 года в деревне умерли 170 человек.
В XVIII веке иезуиты имели в Деревной миссионерский пункт при костёле с иконой Божьей Матери. В 1721 году, благодаря пожертвованиям Антонины Завадской, в иезуитских владениях был сооружён небольшой костёл в честь Посещения Пресвятой Девы Марии.
После упразднения Ордена иезуитов в 1773 году, Деревной владел брестский винодел Лесковский, который платил 5600 злотых в качестве чинша.
После третьего раздела Речи Посполитой в 1795 году, Деревная отошла к Кобринскому уезду Слонимской губернии Российской империи. Начиная с 1797 года, деревня находилась в составе Литовской губернии, а с 1801 — в Гродненской.
В усадебном лесу вблизи дороги в сторону Детковичей было около 12 курганов, которые местные люди называли «шведскими могилами». Во время раскопок в 1890 году в одном из курганов были обнаружены уложенные камни, а под ними — уголь и золу. На глубине около 1 сажени было найдено тело человека.
В конце XIX — начале XX веков в Деревной в 56 домах проживали 577 человек. Также в деревне были церковь и школа. В это время существовал фольварк Деревно, принадлежавший Старому Двору.
После Октябрьской Революции Деревная отошла к Польше, где была на протяжении 18 лет (с 1921 по 1939 года). В это время деревня была в помещичьем имении. Возле леса начала строиться пивоварня (возможно, это был спиртзавод), но после присоединения Западной Беларуси к СССР, строительство было приостановлено, а кирпичи жители разнесли на постройку собственных домов. При Польше в месте, которое сейчас называется Двор, был заложен ботанический сад с редкими для Беларуси видами деревьев. Недалеко от Двора, в сосняке находится усыпальница Стефании фон Вольф Завадских (23.06.1851—24.02.1936). Неподалёку от дороги в Сукачи была расположена небольшая берёзовая роща, названная в честь Панина Берёзина.
В 2012 году началось строительство православной церкви во имя святого пророка Божия Илии.

## Население
- нач. XX века — 577 человек
- 1999 год — 329 человек
- 2010 год — 296 человек
- 2019 год — 196 человек[1]

## Окрестности
С обеих сторон каждой просёлочной дороги в окрестностях деревни тянутся рвы, возникшие в результате осушки болот в этой местности. В окрестностях села находятся много небольших прудов и озёр, названия которых известны только на местном диалекте: Одырванцы, Карьеры, Лужайки. С юга и запада вплоть до самой деревни растёт лес : хвойный (преимущественно сосновый с небольшим количеством берёз) в направлении дороги на Сукачи, осиновый лес растёт слева от дороги в Детковичи. Также у Деревной произрастает берёзовая роща. Она находится неподалёку от Нового Села (часть и район Деревной). Через выгоны и поля проходит Центральный канал

## Флора и фауна
В лесах живут типичные представители этих широт: волк, кабан, лиса, заяц, лось, рысь, косуля, гадюка обыкновенная, уж, медянка и прочие. На полях много аистов и куропаток. Аисты вьют свои гнёзда на крышах деревянных домов и электрических столбах. В небольших прудах в окрестностях деревни водится преимущественно серебристый карась.
Большинство окружающих деревню лесов — хвойные. Преобладают берёза, сосна, ель, дуб. Сосновый лес перемешивается с небольшими по размерам дубравами, ельниками и берёзовыми рощами. Начало леса по дороге в Детковичи сельчане называют Гай (густой тёмный непроходимый вековой лес из сосен (с редкими появлениями осин), переходящий в ельник). В эту часть леса редко ступает нога жителей Деревной. Также в Гае существуют лесные болота. Но именно непроходимый Гай скрывал жителей деревни от фашистских карателей во время Великой Отечественной войны.
Летом в лесу появляются такие лесные ягоды, как: черника, брусника, земляника и малина. Они растут не по всему лесу, а в местах с большим количеством растительности. Брусника произрастает, малина — во Дворе либо вдоль заросших кустарником и камышом каналов. Ближе к осени начинается грибной сезон.

## Геологические сведения
В Деревной встречаются все типы обычной для Дрогичинского района почвы : древесно-подзолистые, глинистые, песчаные, песчаные и торфяные. Торфяники лежат на юго-востоке села за баней на пастбище, по обеим сторонам Центрального и меньших каналов без названий. Теперь эту землю используют как пастбище для скота и как посевную площадь для заготовки сена и некоторых других кормов. На Глинке за сельским парком — почвы с высокой концентрацией глины. Песчаники встречаются в сосновых лесах, например, во Дворе. В самой деревне преимущественно древесно-подзолистая почва.

## Экологическая ситуация
После катастрофы на Чернобыльской АЭС, Деревная оказалась в большом риске радиоактивного заражения. Сейчас граница заражённой территории тянется в 3 км от деревни к югу и северу. Заражение происходит за счёт большого выброса цезия-137 в атмосферу после взрыва в Чернобыле. В 1990-х пятно охватывало деревню со всех сторон, но саму деревню не покрывало

## Прочее

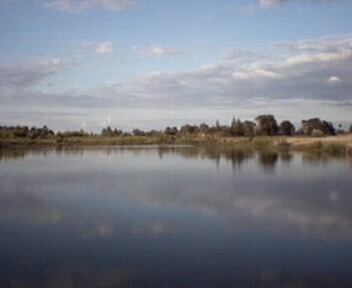
Одирванские озёра

Главная улица деревни заасфальтирована. Также покрыта асфальтом дорога до центра сельсовета — Именина. Лесная дорога до Детковичей также покрыта асфальтом, а к деревне Сукачи посыпана гравием.
Местами отдыха сельчан (особенно молодёжи), а также для тех, кто собирается посетить своих родственников, являются Именинские и Одирванские озёра. На большие праздники —День Села, Новый Год и т. д. — сельчане собираются в сельском клубе.
Большую часть населения Деревной составляют люди белорусского происхождения, также есть переселенцы из России и с Украины. Летом на заработки сюда приезжают украинцы из Волыни и других мест.

## Туристическая информация

### Утраченное наследие
- Кладбищенская часовня
- Усадьба (разрушена в 1939, в связи со вступлением Деревной в состав СССР)
- Церковь (1967)